# Présidence de Vincent Auriol
Président de la République française
Présidence d'Albert Lebrun Présidence de René Coty
La présidence de Vincent Auriol dure du 16 janvier 1947 au 16 janvier 1954. Il est élu président de la République française le 16 janvier 1947 sous la bannière de la Section française de l'Internationale ouvrière pour un mandat de sept ans.

## Description
Ancien président de l'Assemblée constituante puis de l'Assemblée nationale, il est le premier président de la Quatrième République et le premier président français depuis la Seconde Guerre mondiale.
Affaibli par des crises ministérielles successives, il ne se représente pas à l'issue de son septennat. René Coty lui succède en 1954.